# Margaret Ives Abbott
Margaret Ives Abbott (Calcuta, Raj Britànic, 15 de juny de 1878 – Greenwich, Connecticut, 10 de juny de 1955) va ser una jugadora de golf estatunidenca que va competir a cavall del segle xix i el segle xx. El 1900 va prendre part en els Jocs Olímpics de París en la prova individual de golf, en què guanyà la medalla d'or en imposar-se per dos cops d'avantatge sobre Pauline Whittier.
Abbott fou la primera dona estatunidenca en guanyar un or olímpic. El 1900 fou la primera edició en què les dones van poder participar en els Jocs Olímpics, però les participants no sabien que hi prenien part i Abbott morí sense tenir coneixement d'haver estat la primera medallista estatunidenca. La seva mare també va disputar aquesta prova, acabant en setena posició, amb la qual cosa es convertia en la primera ocasió, encara única, en què mare i filla competien en la mateixa prova.
El 1902 es casà amb l'escriptor i humorista Finley Peter Dunne.